# Bolidi in corsa
Bolidi in corsa (The Road to Glory) è un film del 1926 diretto da Howard Hawks.